# Die Nacht ist nicht allein zum Schlafen da
Die Nacht ist nicht allein zum Schlafen da ist der Titel eines erfolgreichen deutschen Schlagers aus dem Jahr 1938. 

## Geschichte
Die Musik stammte von Theo Mackeben, der Text von Otto Ernst Hesse. Gesungen wurde der Titel erstmals von Gustaf Gründgens 1938 in dem Film Tanz auf dem Vulkan, der im Paris des Jahres 1830 spielt. Das Lied stellte den Ohrwurm des – für damalige Verhältnisse – monumental angelegten Ausstattungsfilms und Musicals dar.
Das Lied wurde alsbald zum Gassenhauer. Es besteht dabei aus mehreren Strophen, die im Film verteilt gesungen werden. Der aufrührerische Theaterschauspieler Debureau, Texter und Interpret im Film, ist auch ein Meister der Improvisation. Jean-Gaspard Deburau (bekannt als Schauspieler und Pantomime Pierrot) wird im Film als geistiger Führer der Julirevolution von 1830 gegen den verhassten König Karl X. dargestellt.
Mehrere Interpreten sangen das Lied die kommenden Jahre in verschiedenen Versionen auf Schallplatte oder CD.

## Text
Wenn die Bürger schlafen gehn

In der Zipfelmütze

Und zu ihrem König flehn,

Daß er sie beschütze,

Ziehn wir festlich angetan

Hin zu den Tavernen;

Schlendrian, Schlendrian

Unter den Laternen.

Die Nacht ist nicht allein zum Schlafen da

Die Nacht ist da, daß was gescheh'.

Ein Schiff ist nicht nur für den Hafen da,

Es muß hinaus, hinaus auf hohe See!

Berauscht euch, Freunde, trinkt und liebt und lacht

Und lebt den schönsten Augenblick,

Die Nacht, die man in einem Rausch verbracht,

Bedeutet Seligkeit und Glück!

Wenn im Glase perlt der Sekt

Unter roten Ampeln

Und die Mädchen süß erschreckt

Auf dem Schoß uns strampeln,

Küssen wir die Prüderie

Von den roten Mündern;

Amnestie, Amnestie

Allen braven Sündern!

Die Nacht ist nicht allein zum Schlafen da …

Wenn der Morgen endlich graut

Durch die dunst'gen Scheiben,

Und die Männer ohne Braut

Beieinander bleiben,

Schmieden sie im Flüsterton

Aus Gesprächen Bomben;

Rebellion, Rebellion

in den Katakomben!

Die Nacht ist nicht allein zum Schlafen da …
(Hier enden fast alle Interpretationen des Liedes, doch der Text geht wie folgt weiter, in verschiedenen Szenen werden diese Verse verwendet:)
Ob ich spiel’ grad’ den Pierrot,

hört mich an mit Schweigen.

Heute muß ich einmal so

den Pierrot euch zeigen.

Es gebeut die Höflichkeit,

die uns stets gemeinsam,

daß der Clown, der bei uns heut’,

nicht sich fühle einsam.

Ehrlos ist der Komödiant

für die Kavaliere,

ob sein Herz in Leid entbrannt: 

Schmiere! Nichts als Schmiere!

Mit der Peitsche glaubt man ihn,

höhnisch zu erlegen,

doch er wird vom Leder zieh’n ...

(über die Musik hinweg gesprochener Text)
... und wenn man seinen Degen nicht annimmt,

so wird man seine Verse annehmen müssen! 

Und die treffen besser! Treffen immer tödlich! 

In sein Herz!

(und wieder gesungen)
Ohne Mittel ist der Staat,

Steuern, Steuern, Steuern. 

Gelder braucht der Potentat,

sie hinaus zu feuern. 

Feste, Prunk und Völlerei

muß das Volk bezahlen. 

Kocht dem König einen Brei, ...

(und wieder über die Musik hinweg gesprochen)
... wie Ihr ihn fressen müsst, wenn Ihr satt werden wollt. 

Aber einen recht dicken, daß er im Hals steckenbleibt.

(und wieder gesungen)
Die Nacht ist nicht allein zum Schlafen da …

Laßt den alten Narren flieh'n,

der sich selbst gerichtet,

in die Zukunft woll'n wir zieh'n,

die auf ihn verzichtet,

doch wir woll'n im Siegeslauf 

immer memorieren:

Augen auf! Augen auf! 

Dann kann nichts passieren.

Die Nacht ist nicht allein zum Schlafen da

Die Nacht ist da, daß was gescheh'.

Ein Schiff ist nicht nur für den Hafen da,

Es muß hinaus, hinaus auf hohe See!

Berauscht euch, Freunde, trinkt und liebt und lacht

Und lebt den schönsten Augenblick,

Die Nacht, die man in einem Rausch verbracht,

Bedeutet Seligkeit und Glück!

## Interpretationen
Nach Gustaf Gründgens interpretierten noch zahlreiche weitere Künstler dieses Lied, z. B.:
- Across the Border[3]
- BerlinskiBeat[4]
- Comedian Harmonists[5]
- Die Goldene Sieben[6] (Instrumental)
- Evelyn Künneke[7]
- Heiter bis Wolkig[8]
- Hildegard Knef
- Kölsch & Josh[9]
- Liederjan[10]
- Max Raabe[11]
- Michael Lutzeier Quartett[12] (Instrumental)
- Polkaholix[13]
- Rudi Schuricke[14]
- Seen Links - Schlösser Rechts[15]
- Udo Lindenberg[16]
- Ulrich Tukur[17]
- Wachsmann & Lohr[18]